# 佐藤亜美菜のFMあみねーしよんちやんねる
佐藤亜美菜のFMあみねーしよんちやんねる（さとうあみなのFMあみねーしよんちやんねる）は、FM西東京で放送されていたラジオ番組。

## 概要
AKB48チームKのメンバーである佐藤亜美菜が、アニメ製作に携わるゲストを迎えて進行するトーク番組。亜美菜のアニメ「あみねーしよん」を製作するという目標があった。2012年11月8日から2013年4月25日の期間、毎月第二・第四木曜日の22:00 - 22:30の時間帯で放送されていた。
過去の放送は、番組のポッドキャストを通じて聴くことが出来る。

## コーナー
ぱく×ぱく＝亜美菜 in 西東京
西東京市のおすすめグルメの試食を行うコーナー。
あみねーしよんとーく
メインコーナー。アニメの仕事に携わるゲストを迎えてのトーク。
| 放送回     | 放送日         | ゲスト     | 備考                                                        |
| ---------- | -------------- | ---------- | ----------------------------------------------------------- |
| 第1・2回   | 11月8日・22日  | 金子文雄   | 『AKB0048』などのアニメーションプロデューサー。             |
| 第3・4回   | 12月13日・27日 | 鈴木寿美   | 『それいけ!アンパンマン』の演出。                           |
| 第5・6回   | 1月10日・24日  | 河森正治   | 『AKB0048』、『マクロスシリーズ』などのアニメーション監督。 |
| 第7・8回   | 2月14日・28日  | 本多敏行   | エクラアニマルの作画担当。                                  |
| 第7・8回   | 2月14日・28日  | 湖山禎崇   | エクラアニマルの演出担当。                                  |
| 第9・10回  | 3月14日・28日  | 福島央俐音 | 音響監督。漫画家および声優でもある。                        |
| 第11・12回 | 4月11日・25日  | 岡田麿里   | 脚本家。AKB0048のシリーズ脚本・構成など。                   |

## オンエア楽曲
アーティスト名の表記のないものはAKB48の楽曲。
| 放送回 | 放送日   | 1曲目                                                                     | 2曲目                                             |
| ------ | -------- | ------------------------------------------------------------------------- | ------------------------------------------------- |
| 第1回  | 11月8日  | 青春ガールズ                                                              | Get Wild （TM NETWORK）                           |
| 第2回  | 11月22日 | スクラップ&ビルド                                                         | 少女たちよ                                        |
| 第3回  | 12月13日 | 永遠プレッシャー                                                          | ダスティン・ホフマンになれなかったよ （大塚博堂） |
| 第4回  | 12月27日 | 涙ごはん （柴田淳）                                                       | アンパンマンのマーチ （ドリーミング）             |
| 第5回  | 1月10日  | 必殺テレポート                                                            | 愛・おぼえていますか （飯島真理）                 |
| 第6回  | 1月24日  | 主なきその声 （NO NAME）                                                  | 虹の列車 （NO NAME）                              |
| 第7回  | 2月14日  | Thank you My teens （YUI）                                                | 越後獅子の唄 （美空ひばり）                       |
| 第8回  | 2月28日  | 花は咲く （チャリティーソング）                                           | Dynomite （Sir Charles Hughes）                   |
| 第9回  | 3月14日  | もうこんなじかん （向谷実&佐藤亜美菜・倉持明日香・中村麻里子 from AKB48） | クレオパトラの涙 （由紀さおり）                   |
| 第10回 | 3月28日  | So long !                                                                 | ラジオ・スターの悲劇 （バグルス）                 |
| 第11回 | 4月11日  | 永遠プレッシャー                                                          | 大声ダイヤモンド                                  |
| 第12回 | 4月25日  | 青春ガールズ                                                              | 陽はまたのぼりくりかえす （Dragon Ash）           |